# Erdős István
Erdős István (Debrecen, 1940. július 19. – 2019. február 6. vagy előtte) Kossuth- és Jászai Mari-díjas magyar bábszínész.

## Életpályája
1962-ben végezte el a Bábstúdiót, s az Állami Bábszínház tagja lett. 1992-től a jogutód Budapest Bábszínház tagja. Tanított a Színház- és Filmművészeti Egyetemen.

## Színpadi szerepei
| - Madách Imre: Az ember tragédiája....Lucifer - Manuel de Falla: Pedro mester bábszínháza....Pedro mester - Bartók Béla: A fából faragott királyfi....Királyfi - Tersánszky Józsi Jenő–Kardos György: Misi mókus....Rókus mókus - William Shakespeare: A vihar....Stephano - Rudyard Kipling–Balogh Géza: A dzsungel könyve....Bagira - Petőfi Sándor: János vitéz....Francia király - Szilágyi Dezső: Háry János....Napóleon - Békés Pál: A kétbalkezes varázsló....Fitzhuber Dongó - Urbán Gyula: A nagy bújócska....Csöröge Apó - Urbán Gyula: Karnevál - Muszorgszkij: Egy kiállítás képei - Török Sándor–Tóth Eszter: Irány az ezeregyéjszaka, avagy Csilicsala újabb csodája....Irgum, testőr - Michael Ende: Ármányos puncs-pancs....Krakél Karesz, varjú - Lázár Ervin: Árgyélus királyfi....Agg, később Aranyvitéz - Jean Bodel: Szent Miklós csodája....Szerzetes - Mozart: A varázsfuvola - Csongrádi Kata: Sissy és én - Roald Dahl: Szofi és a Habó....Habó - Bertolt Brecht: A kispolgár hét főbűne....Anna II. és a főbűnök démona - Samuel Beckett: Jelenet szöveg nélkül I. (A és B úr) - Samuel Beckett: Jelenet szöveg nélkül II. (Szomjúság) - Szilágyi Dezső: Aventures - Urbán Gyula: La Campanella - Nyikolaj Vasziljevics Gogol: Az orr - Fehér Klára: Kaland a Tigris bolygón....Góliát, óriásrobot - Koczogh Ákos: Kalevala - Észak fiai....Vipunen - Tamara Gabbe: Hamupipőke....Cirmos - Benedek Elek: Leander és Lenszirom....II. Bölömbér Kerál - Csajkovszkij: Diótörő....Drosselmeyer nagybácsi - Priestley: Punch és sárkány....Sárkány | - Kasperl majombőrben....Lárifári Kasperl - Meglopott tolvajok....Gripardin, uzsorás és földbirtokos - Petruska házasodik....Ló - Karinthy Frigyes: A cirkusz - Szilágyi Dezső: Klasszikus szimfónia - Szilágyi Dezső: Székhistória - Mrożek: Strip-tease....Második úr - Tersánszky Józsi Jenő: Misi mókus vándorúton....Mek-mek, meteorológus, Tunya, Rókus mókus - Eszterházi rögtönzés - Il maestro di capella - La contadina fedele - Jevgenyij Lvovics Svarc: A sárkány....Mesélő és kovácsmester - Babits Mihály: Barackvirág....Király - Szilágyi Dezső: Cantata Profana - Török Sándor–Tóth Eszter: Csilicsala csodája - Vörösmarty Mihály: Csongor és Tünde....Csongor - Jonathan Swift: Gulliver Liliputban....Botabotáb - Vargha Balázs: Jeles napok - Charles-Ferdinand Ramuz: A katona története - Balogh Géza: Két arckép - Hárs László: Ludas Matyi....Talján ács - Jean-Claude van Itallie: Motel....Férfi - L. Frank Baum: Óz, a nagy varázsló....Kulcsár, Mumpic fiú - Jékely Zoltán–Szilágyi Dezső: A pagodák hercege....Császár - Benois: Petruska....Kintornás, Kötéltáncos, Álarcos, Cigány - Szilágyi Dezső: Rámájana....Váju isten, Dasaratha király, Hanumán a majmok vezére - Szilágyi Dezső: Táncszvit - Szabó Magda: Tündér Lala....Gigi - Grimm fivérek: A brémai muzsikusok....Kutya |

## Bábfilmek
- A csodálatos nyúlcipő (1972)
- Kinizsi (1984)
- Csipike, az óriás törpe (1984)
- Tapsikáné fülönfüggője (1985)
- Árgyílus királyfi és Tündér Ilona (1987)